# Eubulus
Eubulus är ett släkte av skalbaggar. Eubulus ingår i familjen vivlar.

## Dottertaxa tillEubulus, i alfabetisk ordning[1]
- Eubulus acuminatus
- Eubulus albicollis
- Eubulus albifrons
- Eubulus albocucullatus
- Eubulus albopectus
- Eubulus albopictus
- Eubulus albovittatus
- Eubulus alticarinatus
- Eubulus altifrons
- Eubulus amazonus
- Eubulus angularis
- Eubulus annulatus
- Eubulus annulifer
- Eubulus aspericollis
- Eubulus atricollis
- Eubulus atrodiscus
- Eubulus basirubescens
- Eubulus biangularis
- Eubulus bicolor
- Eubulus bicuspis
- Eubulus bidentatus
- Eubulus bifasciculatus
- Eubulus bihamatus
- Eubulus biplagiatus
- Eubulus bisignatus
- Eubulus boliviensis
- Eubulus brevifasciatus
- Eubulus brevis
- Eubulus bruchi
- Eubulus camelus
- Eubulus campestris
- Eubulus canaliculatus
- Eubulus carinifrons
- Eubulus cerviniventris
- Eubulus cervinopunctatus
- Eubulus cinctellus
- Eubulus circumductus
- Eubulus circumlitus
- Eubulus clavatopilosus
- Eubulus clavatus
- Eubulus coecus
- Eubulus consanguineus
- Eubulus convexipennis
- Eubulus coronatus
- Eubulus costatus
- Eubulus crassisetis
- Eubulus crinitus
- Eubulus crispus
- Eubulus cristula
- Eubulus curvifasciatus
- Eubulus deceptor
- Eubulus densus
- Eubulus diadematus
- Eubulus diaspis
- Eubulus discoideus
- Eubulus dissecatus
- Eubulus diversipes
- Eubulus dumicola
- Eubulus ectypus
- Eubulus elongatus
- Eubulus extensus
- Eubulus extraneus
- Eubulus fasciculaticollis
- Eubulus filicornis
- Eubulus flavosparsus
- Eubulus flavovariegatus
- Eubulus foveirostris
- Eubulus fraternus
- Eubulus fulvescens
- Eubulus fulvicolor
- Eubulus fulvipes
- Eubulus fulvisquamis
- Eubulus fulvodiscus
- Eubulus fulvopallidus
- Eubulus fulvus
- Eubulus gibbicollis
- Eubulus gonocnemis
- Eubulus gracilicornis
- Eubulus granipennis
- Eubulus granulatus
- Eubulus haenschi
- Eubulus hirsutus
- Eubulus hirtus
- Eubulus hospes
- Eubulus hustachei
- Eubulus ignifer
- Eubulus imbricatus
- Eubulus immarginatus
- Eubulus impar
- Eubulus inaequalis
- Eubulus incrassatus
- Eubulus incretus
- Eubulus integer
- Eubulus irrubescens
- Eubulus lamellatus
- Eubulus latefasciatus
- Eubulus lateralis
- Eubulus latevittatus
- Eubulus laticollis
- Eubulus leucopleura
- Eubulus lineatipleura
- Eubulus lineatulus
- Eubulus longipes
- Eubulus longisetis
- Eubulus lugubris
- Eubulus lunatus
- Eubulus maculicollis
- Eubulus maculifrons
- Eubulus marcidus
- Eubulus marginatus
- Eubulus melanodiscus
- Eubulus melanotus
- Eubulus misellus
- Eubulus miser
- Eubulus modestus
- Eubulus moerens
- Eubulus moestus
- Eubulus monachus
- Eubulus multicostatus
- Eubulus munitus
- Eubulus mutatus
- Eubulus nigricollis
- Eubulus nigrinus
- Eubulus nigrocordatus
- Eubulus nigrodiscus
- Eubulus nigronotatus
- Eubulus nigroplagiatus
- Eubulus nigrosignatus
- Eubulus nimbatus
- Eubulus niveipictus
- Eubulus niveopictus
- Eubulus nodulosus
- Eubulus notaticollis
- Eubulus ocellatus
- Eubulus olivaceus
- Eubulus opacus
- Eubulus orthomasticus
- Eubulus ovalis
- Eubulus ovatellus
- Eubulus paranaensis
- Eubulus parilis
- Eubulus parochus
- Eubulus perforatus
- Eubulus persimilis
- Eubulus pilipectus
- Eubulus piluliformis
- Eubulus plagiatus
- Eubulus planifrons
- Eubulus pleurostigma
- Eubulus praestabilis
- Eubulus protensus
- Eubulus pulchellus
- Eubulus punctifrons
- Eubulus pygmaeus
- Eubulus quadricollis
- Eubulus quatuordecimcostatus
- Eubulus reticollis
- Eubulus reticulatus
- Eubulus rhomboidalis
- Eubulus romani
- Eubulus rudis
- Eubulus rugifrons
- Eubulus sagittarius
- Eubulus sellatus
- Eubulus semifasciatus
- Eubulus seminiger
- Eubulus serius
- Eubulus signaticollis
- Eubulus signatifrons
- Eubulus silaceus
- Eubulus simplicifrons
- Eubulus singularis
- Eubulus sparsifrons
- Eubulus sparsipes
- Eubulus squamipennis
- Eubulus stipator
- Eubulus stipulator
- Eubulus stramineus
- Eubulus subovalis
- Eubulus subrhombeus
- Eubulus tenuicornis
- Eubulus tenuifasciatus
- Eubulus tenuivittatus
- Eubulus tessellatus
- Eubulus tetricus
- Eubulus thoracicus
- Eubulus tigrensis
- Eubulus triangularis
- Eubulus trigonalis
- Eubulus truncatellus
- Eubulus truncatus
- Eubulus unidentatus
- Eubulus variegatus
- Eubulus variicollis
- Eubulus virgatulus